# Campionatul Mondial de Atletism din 2023 - 400 m (masculin)
Proba masculină de 400 m de la Campionatul Mondial de Atletism din 2023 a avut loc în perioada 20-24 august 2023 pe Centrul Național de Atletism din Budapesta, Ungaria.

## Program
Ora este ora Ungariei (UTC+1)
| Dată      | Oră   | Etapă      |
| --------- | ----- | ---------- |
| 20 august | 10:25 | Calificări |
| 22 august | 21:00 | Semifinale |
| 24 august | 21:35 | Finala     |

## Rezultate

### Calificări
Primii 3 atleți din fiecare serie (C) împreună cu 6 atleți cu cei mai buni timpi (c) s-au calificat în semifinale.
| Loc | Serie | Sportiv                   | Țară                       | Timp  | Note  |
| --- | ----- | ------------------------- | -------------------------- | ----- | ----- |
| 1   | 3     | Håvard Bentdal Ingvaldsen | Norvegia                   | 44,39 | C, RN |
| 2   | 2     | Wayde van Niekerk         | Africa de Sud              | 44,57 | C     |
| 3   | 1     | Steven Gardiner           | Bahamas                    | 44,65 | C     |
| 4   | 2     | Matthew Hudson-Smith      | Marea Britanie             | 44,69 | C, SB |
| 5   | 6     | Bayapo Ndori              | Botswana                   | 44,72 | C     |
| 6   | 5     | Antonio Watson            | Jamaica                    | 44,77 | C     |
| 7   | 1     | Kentaro Sato              | Japonia                    | 44,77 | C, RN |
| 8   | 2     | Liemarvin Bonevacia       | Țările de Jos              | 44,78 | C, SB |
| 9   | 2     | Busang Kebinatshipi       | Botswana                   | 44,80 | c, PB |
| 10  | 1     | Attila Molnár             | Ungaria                    | 44,84 | C, RN |
| 11  | 5     | Quincy Hall               | Statele Unite ale Americii | 44,86 | C     |
| 12  | 3     | Vernon Norwood            | Statele Unite ale Americii | 44,87 | C     |
| 13  | 1     | Zakithi Nene              | Africa de Sud              | 44,88 | c     |
| 14  | 4     | Kirani James              | Grenada                    | 44,91 | C     |
| 15  | 6     | Alexander Doom            | Belgia                     | 44,92 | C, PB |
| 16  | 4     | Fuga Sato                 | Japonia                    | 44,97 | C, PB |
| 17  | 4     | Sean Bailey               | Jamaica                    | 44,98 | C     |
| 18  | 1     | Michael Joseph            | Sfânta Lucia               | 45,04 | c     |
| 19  | 6     | Zandrion Barnes           | Jamaica                    | 45,05 | C     |
| 20  | 4     | Davide Re                 | Italia                     | 45,07 | c, SB |
| 21  | 5     | Yuki Joseph Nakajima      | Japonia                    | 45,15 | C     |
| 22  | 3     | Jereem Richards           | Trinidad și Tobago         | 45,15 | C     |
| 23  | 4     | Leungo Scotch             | Botswana                   | 45,20 | c     |
| 24  | 3     | Dylan Borlée              | Belgia                     | 45,24 | c     |
| 25  | 6     | Lucas Carvalho            | Brazilia                   | 45,34 |       |
| 25  | 6     | Manuel Sanders            | Germania                   | 45,34 |       |
| 27  | 3     | Oleksandr Pohorilko       | Ucraina                    | 45,37 |       |
| 28  | 3     | João Coelho               | Portugalia                 | 45,38 |       |
| 29  | 2     | Elián Larregina           | Argentina                  | 45,42 |       |
| 30  | 5     | Lythe Pillay              | Africa de Sud              | 45,58 |       |
| 31  | 4     | Dubem Nwachukwu           | Nigeria                    | 45,60 |       |
| 32  | 4     | Gustav Lundholm Nielsen   | Danemarca                  | 45,66 | PB    |
| 33  | 5     | Lionel Spitz              | Elveția                    | 45,69 |       |
| 34  | 1     | Aruna Dharshana           | Sri Lanka                  | 45,70 |       |
| 35  | 1     | Bonface Mweresa           | Kenya                      | 45,91 |       |
| 36  | 6     | Matěj Krsek               | Cehia                      | 45,99 |       |
| 37  | 3     | Jonathan Jones            | Barbados                   | 46,03 |       |
| 38  | 6     | Bryce Deadmon             | Statele Unite ale Americii | 46,20 |       |
| 39  | 5     | Karol Zalewski            | Polonia                    | 46,53 |       |
| 40  | 5     | Christopher O'Donnell     | Irlanda                    | 46,76 |       |
| 41  | 2     | Alonzo Russell            | Bahamas                    | 46,95 |       |
|     | 5     | Desean Anju L Boyce       | Barbados                   |       | NT    |
|     | 2     | Anthony Zambrano          | Columbia                   |       | DS    |
|     | 4     | Carl Bengtström           | Suedia                     |       | DS    |
|     | 3     | Ricky Petrucciani         | Elveția                    |       | NS    |

### Semifinale
Primii doi atleți din fiecare serie (C) și următorii doi atleți cu cel mai bun timp (c) s-au calificat în finală.
| Loc | Serie | Sportiv                   | Țară                       | Timp  | Note  |
| --- | ----- | ------------------------- | -------------------------- | ----- | ----- |
| 1   | 1     | Antonio Watson            | Jamaica                    | 44,13 | C, PB |
| 2   | 1     | Vernon Norwood            | Statele Unite ale Americii | 44,26 | C, PB |
| 3   | 2     | Matthew Hudson-Smith      | Marea Britanie             | 44,26 | C, RC |
| 4   | 3     | Quincy Hall               | Statele Unite ale Americii | 44,43 | C     |
| 5   | 2     | Kirani James              | Grenada                    | 44,58 | C     |
| 6   | 1     | Wayde van Niekerk         | Africa de Sud              | 44,65 | c     |
| 7   | 2     | Håvard Bentdal Ingvaldsen | Norvegia                   | 44,70 | c     |
| 8   | 1     | Jereem Richards           | Trinidad și Tobago         | 44,76 |       |
| 9   | 2     | Fuga Sato                 | Japonia                    | 44,88 | PB    |
| 10  | 3     | Sean Bailey               | Jamaica                    | 44,94 | C     |
| 11  | 1     | Kentaro Sato              | Japonia                    | 44,99 |       |
| 12  | 1     | Attila Molnár             | Ungaria                    | 45,02 |       |
| 13  | 3     | Yuki Joseph Nakajima      | Japonia                    | 45,04 | PB    |
| 14  | 2     | Liemarvin Bonevacia       | Țările de Jos              | 45,23 |       |
| 15  | 3     | Davide Re                 | Italia                     | 45,29 |       |
| 16  | 2     | Zandrion Barnes           | Jamaica                    | 45,38 |       |
| 17  | 1     | Michael Joseph            | Sfânta Lucia               | 45,50 |       |
| 18  | 3     | Alexander Doom            | Belgia                     | 45,57 |       |
| 19  | 2     | Dylan Borlée              | Belgia                     | 45,59 |       |
| 20  | 3     | Zakithi Nene              | Africa de Sud              | 45,64 |       |
| 21  | 1     | Leungo Scotch             | Botswana                   | 45,96 |       |
| 22  | 2     | Busang Kebinatshipi       | Botswana                   | 46,39 |       |
| 23  | 3     | Steven Gardiner           | Bahamas                    |       | NT    |
| 23  | 3     | Bayapo Ndori              | Botswana                   |       | NT    |

### Finala
Finala a avut loc pe 24 august.
| Loc | Sportiv                   | Țară                       | Timp  | Note                                   |
| --- | ------------------------- | -------------------------- | ----- | -------------------------------------- |
| 1   | Antonio Watson            | Jamaica                    | 44,22 |                                        |
| 2   | Matthew Hudson-Smith      | Marea Britanie             | 44,31 |                                        |
| 3   | Quincy Hall               | Statele Unite ale Americii | 44,37 | PB                                     |
| 4   | Vernon Norwood            | Statele Unite ale Americii | 44,39 |                                        |
| 5   | Sean Bailey               | Jamaica                    | 44,96 |                                        |
| 6   | Håvard Bentdal Ingvaldsen | Norvegia                   | 45,08 |                                        |
| 7   | Wayde van Niekerk         | Africa de Sud              | 45,11 |                                        |
| 8   | Kirani James              | Grenada                    | DS    | TR17,3,1: Încălcarea liniei culoarului |